# Escudo de Noreña
Existen algunas dudas sobre las características del escudo del concejo de Noreña en Asturias, sobre todo relativas a los colores.
El que se utiliza en la actualidad, sin sanción legal, se basa en el inventado por Octavio Bellmunt y Fermín Canella para ilustrar su obra "Asturias". Parte de la relación de los principales señores de Noreña: los Álvarez de las Asturias, D. Gutiérrez de Toledo y la Mitra ovetense (según mención de Bellmunt y Canella).
Sus armas son las que aparecen en el campo o superficie del escudo, la cual está dividida en tres partes horizontales, lo que en heráldica se llama escudo terciado en faja:
- La faja superior ( o el primer cuartel), está formado por 15 jaqueles (o rectángulos). Ocho son de color rojo (gules en heráldica), y siete son veros, una especie de campanillas o sombreros que combinan los colores de plata y azul (plata y azur en heráldica). Todo ello, constituye el escudo de armas de la familia Álvarez de las Asturias, la primera que tuvo Noreña y cuyo máximo representante fue D. Rodrigo, señor de Noreña (y de otros muchos lugares de dentro y fuera de Asturias).

- La faja central (o segundo cuartel), está formado por tres barras horizontales (hay opiniones expertas que dicen que rojas y otras dicen que azules) sobre fondo blanco o plata (según opiniones) y rodeadas de ajedrezado en blanco y negro o en plata y negro (según opiniones).  Corresponde al escudo de armas materno del obispo D. Gutierre de Toledo, primer obispo de Oviedo que fue Conde de Noreña.

- La faja inferior (o tercer cuartel), está formada por la Cruz de los Ángeles, en oro sobre fondo azul. Es la Cruz del obispado de Oviedo, y representa la estrecha relación que hubo entre el obispado y Noreña durante siglos.

Rematando el campo del escudo, lo que se llama timbre, está la corona condal que da a entender que Noreña es condado (fue condado). Se diferencia de otros tipos de coronas por sus dieciocho bolas o perlas.

Por encima de la corona, hay un sombrero, es el capelo episcopal, de color morado y forrado interiormente en verde, y partiendo de él y envolviendo los laterales del escudo salen dos cordones con seis borlas a cada lado, de color verde (sinople en heráldica).

Esto simboliza el obispado e indica que el Conde de Noreña es el Obispo de Oviedo. 
- Datos: Q5838177